# Oreophryne anthonyi
Oreophryne anthonyi är en groddjursart som först beskrevs av George Albert Boulenger 1897.  Oreophryne anthonyi ingår i släktet Oreophryne och familjen Microhylidae. IUCN kategoriserar arten globalt som livskraftig. Inga underarter finns listade i Catalogue of Life.